# Pauesia decurrens
Pauesia decurrens är en stekelart som beskrevs av Jaroslav Stary och Zuparko 2005. Pauesia decurrens ingår i släktet Pauesia och familjen bracksteklar. Inga underarter finns listade i Catalogue of Life.